# Parc quasi national de Hiba-Dōgo-Taishaku
Le parc quasi national de Hiba-Dōgo-Taishaku (比婆道後帝釈国定公園, Hiba-Dōgo-Taishaku Kokutei kōen) est un parc quasi national situé dans les préfectures de Tottori, de Shimane et de Hiroshima au Japon. Créé le 24 juillet 1963, il s'étend sur 78,08 km2.